# (34521) 2000 SA191
2000 SA191 (asteroide 34521) é um asteroide troiano de Júpiter. Possui uma excentricidade de 0.07470140 e uma inclinação de 17.48831º.
Este asteroide foi descoberto no dia 24 de setembro de 2000 por LINEAR em Socorro.